# Ningxin
Ningxin (kinesiska: 宁新) är ett stadsdelsdistrikt i sydöstra Kina. Det ligger i Xingning i staden Meizhou i provinsen Guangdong, omkring 280 kilometer nordost om provinshuvudstaden Guangzhou. Antalet invånare är 91 667. Befolkningen består av 45 610 kvinnor och 46 057 män. Barn under 15 år utgör 16,0 %, vuxna 15-64 år 74 %, och äldre över 65 år 9,0 %.